# ظافر الحداد
أبو المنصور ظافر بن القاسم بن منصور بن عبد الله بن خلف بن عبد الغني الجذامي الإسكندري (؟؟؟ - محرم 529 هـ/نوفمبر 1134 م) ولُقِّب بالحداد لامتهانه الحدادة، هو شاعر مصري من الإسكندرية عاش في القرن السادس الهجري.

## سيرته
ولِدَ ظافر بن القاسم بن منصور على الأرجح في مدينة الإسكندرية في مصر، وإليها يُنسَب، في أسرة عربية ترجع أصولها إلى قبيلة جذام، ولا يُعرَف الكثير عن تفاصيل حياته. امتهن ظافر مهنة الحدادة، ومنها اكتسب لقبه، ويبدو أنَّه استطاع التقرُّب من عدد من حكام ورجال الدولة الفاطمية، وتكسَّب من مديحهم. تُوفِّي ظافر الحداد في مدينة القاهرة في سنة 529 هـ.

## ديوانه
له ديوان شعر، وتتواجد حالياً مخطوطات لديوان شعره في برلين ولايبزيج وجوتا والفاتيكان والقاهرة والرباط. نُشِرَ ديوانه في عام 1972 في القاهرة بتحقيق حسين نصار.